# Felix Brummel
Felix Brummel (* 19. September 1994 in Münster) ist ein deutscher Ruderer. Er gewann die Bronzemedaille im Vierer ohne Steuermann bei den Europameisterschaften 2019.

## Karriere
Felix Brummel startete 2014 bei den U23-Weltmeisterschaften das erste Mal international. Gemeinsam mit Sven Ditzel belegte er den vierten Platz im Leichtgewichts-Zweier ohne Steuermann. Im Jahr darauf wechselten die beiden zusammen mit Alexander Kevin Diedrich und Lucas Schäfer in den Leichtgewichts-Vierer ohne Steuermann. Bei der U23-Weltmeisterschaft 2015 gewannen sie die Silbermedaille hinter den Italienern. 2016 startete Felix Brummel wieder im Leichtgewichts-Vierer ohne Steuermann bei der U23-Weltmeisterschaft. Mit Hendrik Kaltenborn, Fabio De Oliveira und Alexander Kevin Diedrich konnte er den Vorlauf und das Halbfinale gewinnen und sich souverän für das A-Finale qualifizieren. Wie im Vorjahr unterlagen sie im Finale den Italienern, die sie im Vorlauf noch schlagen konnten und gewannen so die Silbermedaille.
Nachdem das IOC im Februar 2017 die Entscheidung bekannt gab, dass der Leichtgewichts-Vierer ohne Steuermann aus dem olympischen Programm gestrichen wird, entschied sich Felix Brummel dafür in die offene Gewichtsklasse zu wechseln. Im April 2018 konnte er dann mit seinem Partner René Schmela bei der Deutschen Kleinbootmeisterschaft den vierten Platz in der offenen Gewichtsklasse belegen und sich damit für die A-Nationalmannschaft im schweren Riemenbereich qualifizieren. Daraufhin gab er sein Debüt im Ruder-Weltcup beim ersten Weltcup der Saison in Belgrad. Zusammen mit Nico Merget, Peter Kluge und René Schmela startete er im Vierer ohne Steuermann. Nach einem zweiten Platz im Vorlauf gelang es ihnen das Halbfinale zu gewinnen und sich souverän für das A-Finale zu qualifizieren. Im Finale reichte es dann am Ende zu Platz vier. Zum zweiten Weltcup in Linz/Ottensheim kam dann Felix Drahotta für René Schmela in die Mannschaft. Dieses Mal gewannen sie die Bronzemedaille hinter den Booten aus Australien und Rumänien. Beim dritten Weltcup in Luzern belegten sie am Ende den sechsten Platz. Im August bei den Europameisterschaften in Glasgow schafften sie es nicht sich für das A-Finale zu qualifizieren. Mit dem Sieg im B-Finale beendeten sie den Wettbewerb auf dem siebten Platz. Zum Ende der Saison qualifizierten sie sich bei der Weltmeisterschaft in Plowdiw wieder für das A-Finale. In dem A-Finale reichte es dann aber nur für den sechsten Platz.
Zu Beginn der Saison 2019 konnte er bei den Europameisterschaften seinen größten Erfolg feiern, als er zusammen mit Felix Wimberger, Maximilian Planer und Nico Merget die Bronzemedaille im Vierer ohne Steuermann hinter den Booten aus Großbritannien und Polen gewann. Beim zweiten Ruder-Weltcup der Saison in Posen schafften die vier es nicht sich für das A-Finale zu qualifizieren. Das B-Finale konnten sie dann aber gewinnen und in der Endabrechnung den siebten Platz erzielen. Beim dritten Weltcup in Rotterdam gelang es ihnen im Finale die Bronzemedaille hinter den Booten aus Australien und Großbritannien zu gewinnen. Im September gingen die vier dann auch bei der Weltmeisterschaft in Linz/Ottensheim an den Start. Mit Platz fünf im Halbfinale verpassten sie die Qualifikation für das A-Finale. Im B-Finale reichte es für die vier nur zum vierten Platz, was am Ende Platz 10 bedeutete. Damit verpassten sie es die Bootsklasse für die Olympischen Sommerspiele 2020 zu qualifizieren.
Im April 2020 veröffentlichte der Nordrhein-Westfälische Ruder-Verband e. V. eine Stellungnahme von Felix Brummel. Darin erklärt er, dass er sich entschieden hat, sich durch die Verschiebung der Olympischen Spiele aus dem Hochleistungssport zurückzuziehen.

## Internationale Erfolge
- 2014: 4. Platz U23-Weltmeisterschaften im Leichtgewichts-Zweier ohne Steuermann
- 2015: Silbermedaille U23-Weltmeisterschaften im Leichtgewichts-Vierer ohne Steuermann
- 2016: Silbermedaille U23-Weltmeisterschaften im Leichtgewichts-Vierer ohne
- 2018: 7. Platz Europameisterschaften im Vierer ohne
- 2018: 6. Platz Weltmeisterschaften im Vierer ohne
- 2019: Bronzemedaille Europameisterschaften im Vierer ohne
- 2019: 10. Platz Weltmeisterschaften im Vierer ohne

## Berufsweg
Felix Brummel studiert Maschinenbau an der Technischen Universität Dortmund.